# George Bass

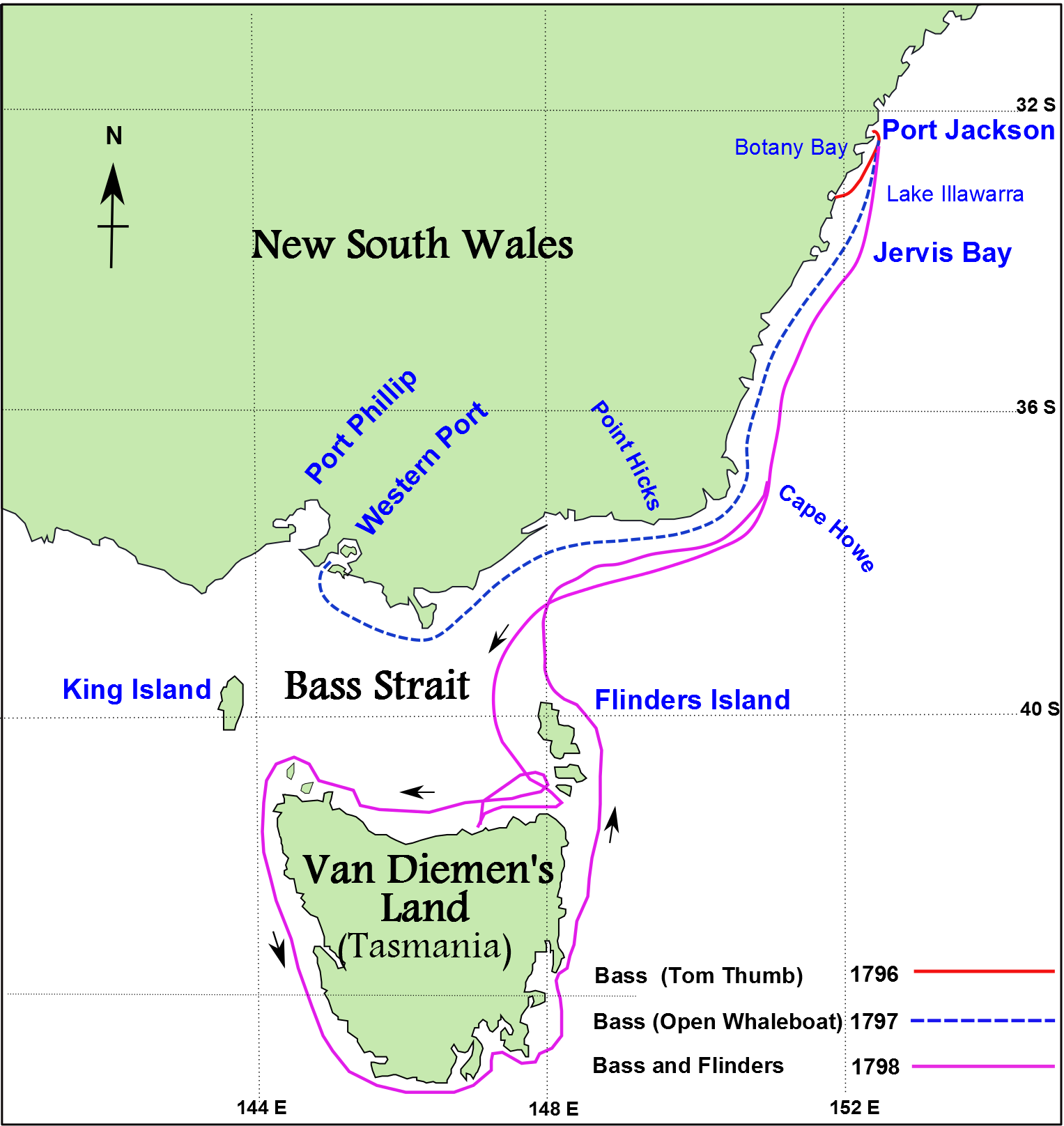
Mapa Bassových cest

George Bass (30. ledna 1771 Aswarby – únor 1803, Tichý oceán) byl anglický lékař a cestovatel.
Pocházel z rolnické rodiny, vyučil se v Bostonu ranhojičem, získal zaměstnání u Royal Navy a roku 1794 odplul s lodí HMS Reliance do Austrálie. Zde konal spolu s Matthewem Flindersem výzkumné výpravy na člunu dlouhém necelé tři metry, nazvaném Tom Thumb (Paleček). Napřed pronikli po řece Georges River do vnitrozemí, pak se vydali z Botany Bay na jih a objevili záliv Port Hacking. Pak se Bass sám pokusil neúspěšně překročit Modré hory, nalezl ložiska uhlí v oblasti jižně od Sydney, studoval také domorodé jazyky. V roce 1797 na další plavbě prozkoumal pobřeží Gippslandu, v roce 1798 Bass s Flindersem přepluli úžinu mezi Austrálií a Tasmánií (později nazvanou Bassův průliv), jako první obepluli celou Tasmánii a popsali její přírodní poměry, na základě jejich zprávy rozhodl guvernér John Hunter o kolonizaci ostrova.
Dne 5. února 1803 vyplul Bass s lodí Venus směrem na Tahiti, aby navázal obchodní styky mezi ostrovem a australskými trestaneckými koloniemi, zmizel však beze stopy. V roce 1806 byl prohlášen za mrtvého, i když existuje teorie, že se mu podařilo přistát v Chile a upadl do zajetí místních otrokářů; důkazy však chybějí.